# Estação Nagatinskaia

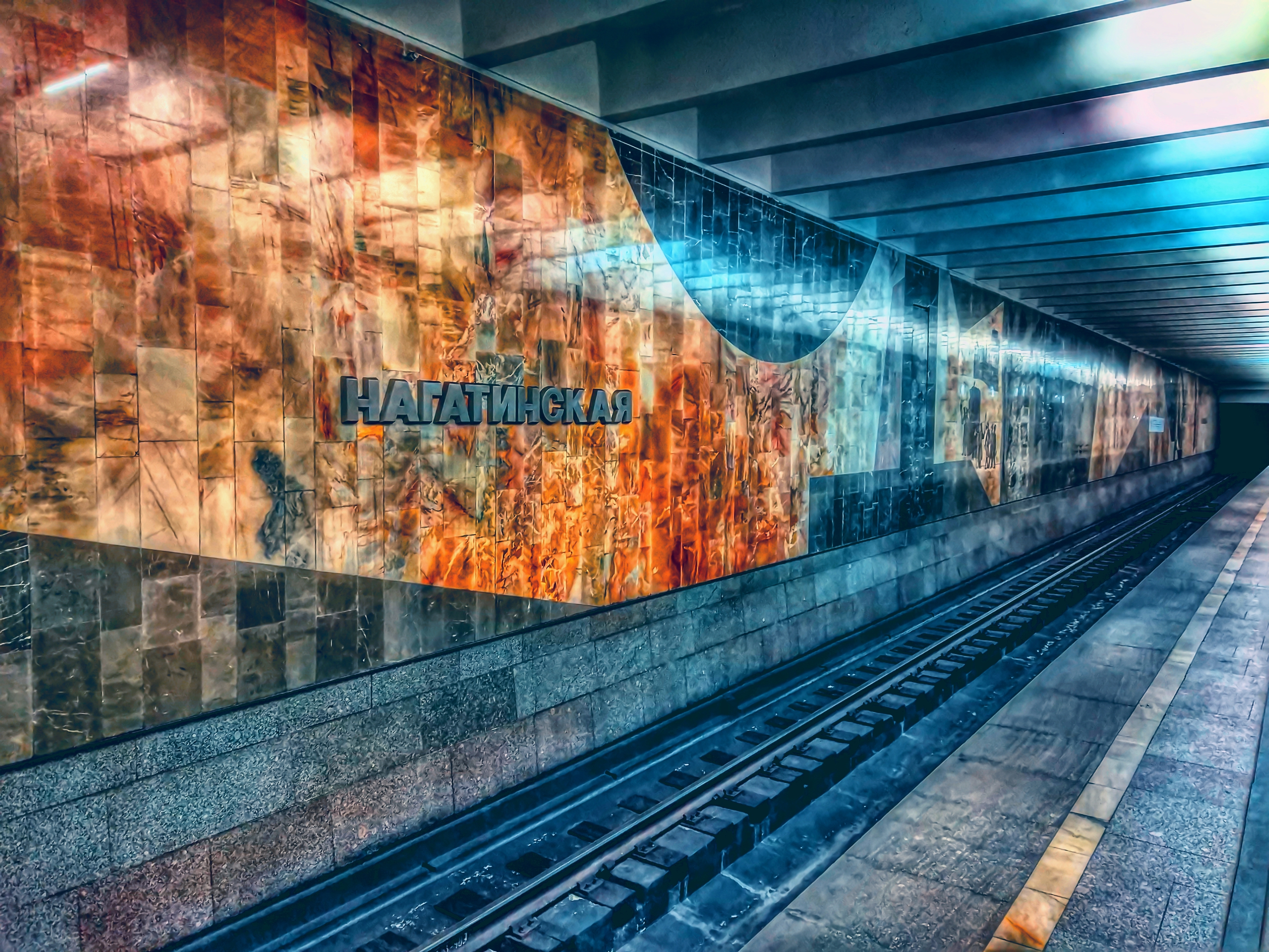
Nagatinskaia

Nagatinskaia (em russo:  Нагатинская) é uma das estações da linha Serpukhovsko-Timiriasevskaia (Linha 9) do Metro de Moscovo, na Rússia. Estação «Nagatinskaia» está localizada entre as estações «Nagornaia» e «Tulhskaia».